# 121000000 (プロレス)
121000000（ワン･トゥー･ミリオン）は、東京女子プロレスの山下実優と伊藤麻希によるタッグチーム。

## 来歴
2021年
- 1月16日 - 成増アクトホールの試合後、伊藤麻希がNEO美威獅鬼軍との対戦を要求。バックステージコメントの際、たまたま近くにいた山下実優を連れてきてタッグを組む事を表明[1]。
- 1月31日 - 板橋グリーンホールで、角田奈穂・猫はるな組に勝利[2]。
- 2月11日 - 後楽園ホールで、沙希様・メイ・サン＝ミッシェルのNEO美威獅鬼軍に勝利[3]。
- 3月6日 - 練馬Coconeriホールでの第1回“ふたりはプリンセス”Max Heartトーナメント決勝で、NEO美威獅鬼軍に敗北[4]。
- 6月12日 - 北沢タウンホールで、角田奈穂・らく組に勝利[5]。
- 6月17日 - 後楽園ホールで、NEO美威獅鬼軍に敗北[6]。
- 10月16日 - 新木場1stRINGで、小橋マリカ・乃蒼ヒカリ組に勝利[7]。
- 11月25日 - 後楽園ホールで、坂崎ユカ・瑞希のマジカルシュガーラビッツの持つTOKYOプリンセスタッグ王座に挑戦するも敗北[8]。

## メンバー
- 山下実優
- 伊藤麻希

## タイトル歴
東京女子プロレス
- プリンセスタッグ王座：2回
  - 第12代、第17代

## 備考
- ユニット名の名付け親は上福ゆき。
- Twitterでの推奨ハッシュタグは「#1to1000000」[9]。